# Karl von Bistram
Le baron Karl von Bistram (en russe : Карл Иванович Бистром, Karl Ivanovitch Bistrom), né le 1er mai 1770 à Bad Kissingen et mort le 16 juin 1838 dans la même ville, est un aristocrate allemand de la Baltique qui fut officier de l'armée impériale russe.
Au cours des Guerres napoléoniennes, il fut l'un des chefs de l'Armée impériale de Russie. Au cours de sa carrière militaire, Bistram fut très apprécié par les officiers, mais également par ses soldats. Grâce à son tempérament fougueux, à ses actions héroïques au cours des combats, il galvanisait ses troupes.

## Famille
Karl von Bistram est le fils du baron Hans Heinrich von Bistram et de son épouse, née Hélène Charlotte von Tiesenhausen. Son frère cadet, le lieutenant-général Adam von Bistram, fut également un héros des Guerres napoléoniennes.

## Biographie
Issu d'une famille noble du gouvernement d'Estland (balte d'origine allemande), province incorporée à la Russie après la Grande guerre du Nord.En 1784, Karl Ivanovitch von Bistram entre au régiment Ismaïlovski, en 1787 et sur sa demande est transféré au 1er régiment d'Infanterie Nevski stationné en Finlande. Il est impliqué dans la guerre opposant la Russie à la Suède. En 1798, il est élevé au grade de major et le 7 mars 1805, il reçoit le commandement du 20e régiment de chasseurs.
Au cours des années de guerres (1806-1807), le major von Bistram est reconnu comme l'un des commandants de régiments les plus braves. Le 23 décembre 1806, à Czarnowo (en), il affronte le corps français commandé par Davout et fait preuve d'un grand courage. Son héroïsme est récompensé par la remise des Ordres de Saint-Georges (4e classe), Saint-Vladimir (3e classe, et Sainte-Anne (2e classe).
Le 26 décembre 1806, près de la ville de Pułtusk, Bistram combattit les troupes du maréchal Lannes. Au cours de cette bataille, une balle de fusil le blesse à la jambe gauche. François Ier lui remet personnellement l'Ordre Pour le Mérite prussien. Le 8 février 1807, à la bataille d'Eylau, un second tir de fusil le blesse à l'épaule. Il reçoit l'Épée d'or avec l'inscription "Pour bravoure". En avril de la même année, à peine remis de ses blessures, Bistram rejoint son régiment pour prendre part aux batailles de Peterswalde (en), Altkirch. Le 5 juin 1807 à la bataille de Guttstadt, Bistram reçoit pour mission de couvrir la retraite des troupes russes. Il est blessé au cours d'une échauffourée avec les troupes ennemies à la joue droite, lui causant de graves dommages à la mâchoire. En raison de son acte héroïque, le tsar Alexandre lui remet personnellement l'Ordre de Sainte-Anne (2e classe) avec diamants. Après la signature de la Paix de Tilsit, Bistram reçoit le commandement du régiment de chasseurs.
Il démontre encore un grand courage au début de la Guerre patriotique, en défendant avec son régiment le passage du Dniepr. À Borodino, le 7 septembre 1812, il reçoit l'ordre de répondre aux assauts des forces ennemies supérieures en nombre. C'est avec brio qu'il remplit cette mission, parvenant à repousser les attaques des troupes françaises et de leurs alliés et causant de graves dommages dans les rangs de l'Armée napoléonienne. La même année, Bistram prend part à la bataille de Winkowo (18 octobre 1812). Quelques jours plus tard, à Maloyaroslavets, il mène une attaque de nuit. Mais ce fut près du village de Krasnoï que Bistram démontre sa grande bravoure. À la tête d'une unité de chasseurs, il vainc les troupes françaises et capture un grand nombre de prisonniers. Il s'empare de neuf canons, de deux bannières et du bâton de maréchal de Davout. Pour ce haut fait de guerre, Bistram reçoit l'Ordre de Saint-Georges (3e classe).
Bistram s'illustre également au cours de la Campagne d'Allemagne (1813). Il est ainsi engagé dans les batailles de Lützen, Bautzen, Kulm et Leipzig. Il prend également part à la Campagne de France (1814) où il se distingue aux batailles de Brienne, d'Arcis-sur-Aube, de Fère-Champenoise et de Paris. Au terme de ces deux campagnes, l'Ordre de Sainte-Anne (1re classe) lui est décerné.

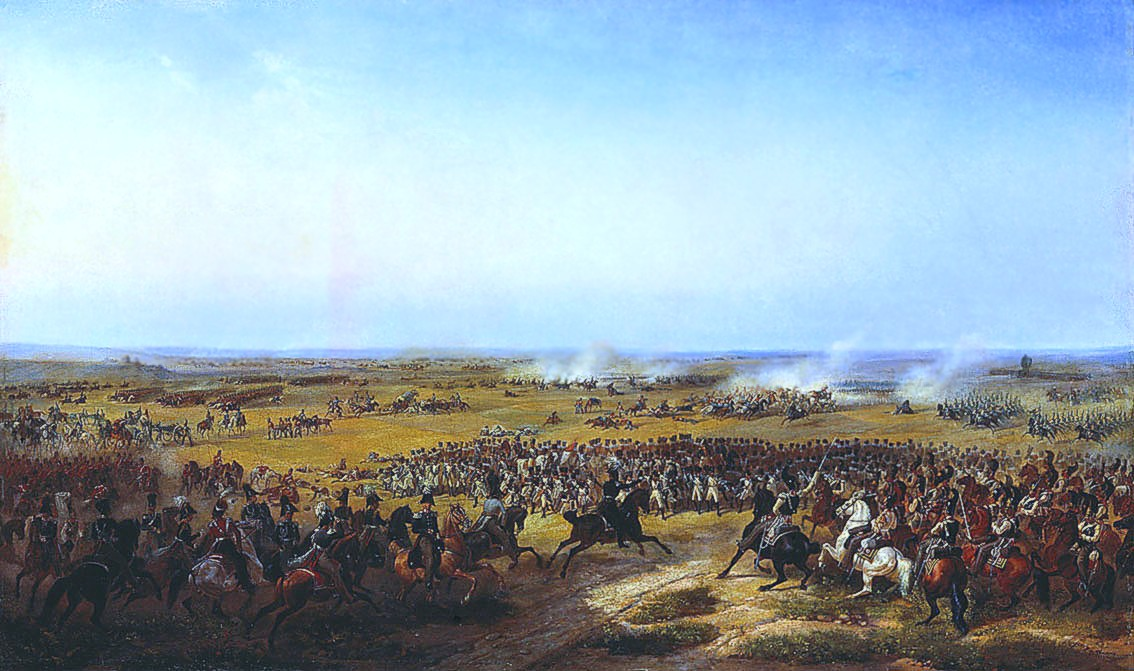
Bataille de Fère-Champenoise, œuvre du peintre Vassili Fiodorovitch Timm, huile sur toile, musée de l'Artillerie à Saint-Pétersbourg, 1839

En 1821, Bistram commande la 2e Division d'infanterie de la Garde. En 1824, il est élevé au grade de lieutenant-général. Le 3 mars 1825, l'empereur lui confie le commandement du régiment d'infanterie de la Garde, et la même année il est promu général adjoint. Lors de la tentative du coup d'État des Décabristes, il participe à la sanglante répression menée contre les réformateurs sur la place du Sénat à Saint-Pétersbourg. En récompense, Nicolas Ier le promeut adjudant-général.
Au cours de la Guerre russo-turque de 1828-1829, le général Bistram est chargé à la tête d'un détachement d'infanterie de défendre le côté sud de la forteresse de Varna assiégée par les troupes russes. Son comportement héroïque pendant le siège de Varna contribue à la reddition de la forteresse. Le 2 octobre 1828, Nicolas Ier lui décerne l'Ordre de Saint-Alexandre Nevski. En 1831, il participe à la répression menée contre les insurgés polonais. Au cours de la Bataille d'Ostrołęka, il repousse six attaques polonaises en commandant une troupe d'arrière-garde. Il s'empare du pont enjambant la rivière Narew et, poursuivant son attaque, il entre dans Varsovie. Il est blessé à la cuisse et au pied droit pendant les combats. Cet exploit lui vaut l'Ordre de Saint-Georges (2e classe).
Le 22 août 1831, Karl Ivanovitch von Bistram fut élevé au grade de général d'infanterie. Il est nommé, le 22 juillet 1837, commandant adjoint du Corps des Gardes du grand-duc Michel ( Mikhaïl Pavlovitch).

## Décès et inhumation
Le général Karl von Bistram décéda le 16 juin 1838 à Bad Kissingen (Bavière) et fut inhumé dans sa propriété près de Iambourg.

## Carrière militaire

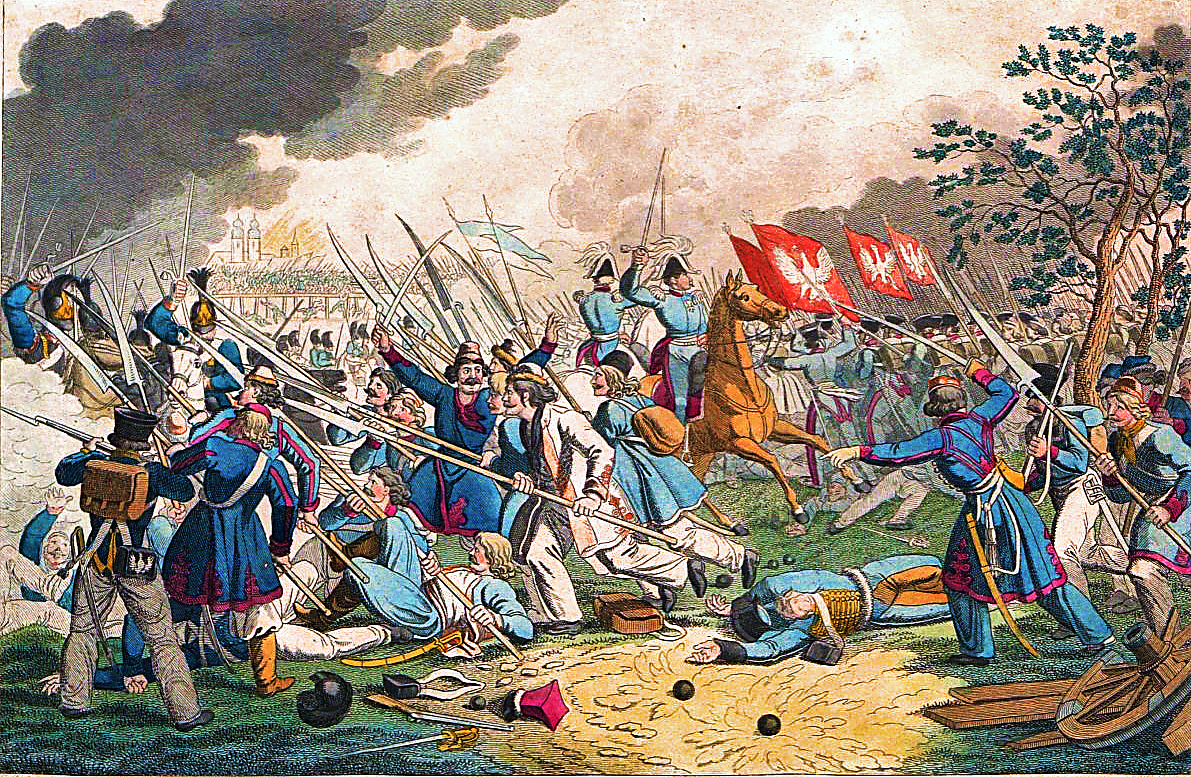
La Bataille d'Ostrołęka

- 1784-1787 : régiment Ismaïlovski ;
- 1787-1805 : 1er régiment d'infanterie Nevski ;
- 7 mars 1805-25 septembre 1807 : 20e régiment de Chasseurs ;
- 19 décembre 1807-29 mai 1821 : régiment de Chasseurs de la Garde ;
- 1821-1837 : 2e Division d'infanterie de la Garde ;
- 1837-1838 : corps des Gardes du grand-duc Michel

## Distinctions militaires
- Ordre de Saint-Georges (4e classe) ;
- Ordre de Saint-Vladimir (3e classe) ;
- Ordre de Sainte-Anne (2e classe) ;
- 1806 : Ordre Pour le Mérite (ordre prussien) ;
- 1807 : Épée d'or avec l'inscription "Pour bravoure" ;
- 1807 : Ordre de Sainte-Anne (2e classe (avec diamants) ;
- 1812 : Ordre de Saint-Georges (3e classe) ;
- 1814 : Ordre de Sainte-Anne (1re classe) ;
- 2 octobre 1828 : Ordre de Saint-Alexandre Nevski ;
- 30 mai 1831 : Ordre de Saint-Georges (2e classe) ;
- Ordre de l'Aigle rouge : (Ordre prussien).

## Sources
- (ru) Cet article est partiellement ou en totalité issu de l’article de Wikipédia en russe intitulé « Бистром, Карл Иванович » (voir la liste des auteurs).